# Ковакса (село)
Ковакса (рос. Ковакса) — село в Арзамаському районі Нижньогородської області Російської Федерації.
Населення становить 493 особи. Входить до складу муніципального утворення Балахонихинська сільрада.

## Історія
Від 2009 року входить до складу муніципального утворення Балахонихинська сільрада.

## Населення
| 1999 | 2002 | 2010 |
| ---- | ---- | ---- |
| 818  | ↘658 | ↘493 |